# CM (アルバム)
『CM』は、Cornelius（小山田圭吾）が1998年に発表したリミックス・アルバムである。

## 解説
タイトルはCornelius reMixesの略。小山田が様々なアーティストの曲をリミックスした作品である。トラットリア・メニュー168。
また、1997年に発表した『FANTASMA』を様々なアーティストがリミックスしたアルバム『FM』も同日にリリースされている。
『FANTASMA』同様、アメリカのマタドール・レコードからもリリースされており、アルバムジャケットが違う物になっている。
『CM』、『FM』をまとめた『CMF』（トラットリア・メニュー169）として3枚組のアナログ盤もリリースされている。

## 収録曲
1. Ape Shall Never Kill Ape / U.N.K.L.E.
2. Maybe I'm Dead/ Money Mark
3. Great Five Lakes / Buffalo Daughter
4. Atomic Moog 2000 / Coldcut
5. Windy Hill / The Pastels
6. Homespin Rerun / The High Llamas